# Teuscheria dodsonii
Teuscheria dodsonii là một loài thực vật có hoa trong họ Lan. Loài này được Dressler miêu tả khoa học đầu tiên năm 1972.